# Partenogenesi arrenotoca
La partenogenesi arrenotoca è un sistema di fecondazione che prevede lo sviluppo embrionale di un individuo maschio a partire da un uovo non fecondato. Un classico esempio di arrenotochia si incontra nella classe degli insetti di Hymenoptera.

## Negli animali
Negli insetti Imenotteri, per esempio, api, nelle vespe, nelle formiche, le uova partenogenetiche si sviluppano in maschi. Si ha quindi in questi casi una tipica partenogenesi, poi messa in correlazione con la riduzione a metà nel numero dei cromosomi dell'uovo.